# 宁平站
宁平站（越南语：／*/?）是越南宁平省華閭坊的一个铁路车站。有南北铁路经过。北距河内站115公里，南距顺化站573公里、西贡站1,611公里。
原宁平站位于底江宁平桥的右岸，客货共用。车站后方为鸢翅山，亦称玉美人山。车站前方为云河，旧称云床河，名称源于纪念黎桓反击相遇杨云娥坐在河中的龙船迎接他。抗法战争期间，车站关闭，法军驻扎于宁平教堂附近的嫩水山。抗美战争期间曾受到猛烈的炸弹袭击。
2015年6月12日，宁平新铁路桥和位于旧站以南1.35公里的宁平站新站址竣工。